# Józef Balcerek (ekonomista)
Józef Balcerek (ur. 30 grudnia 1922 w Mikołowie, zm. 23 października 1995) – polski socjolog, profesor nauk społecznych, działacz społeczny.

## Życiorys
Jako dziecko przebywał z rodzicami w Belgii i Francji. W 1954 r. ukończył studia na Wydziale Handlu Zagranicznego Szkoły Głównej Planowania i Statystyki, na której następnie został wykładowcą. Doktoryzował się w 1963 r. dysertacją na temat Rozwój funkcji społeczno-politycznych samorządu robotniczego w Polsce w latach 1956–1962. Habilitację uzyskał w 1968 r. na podstawie rozprawy System społeczno-gospodarczy Jugosławii a samorząd robotniczy. Uzyskał następnie tytuł naukowy profesora. W latach 60. był ekspertem UNESCO w Algierii. Objął stanowisko kierownika Katedry Socjologii Pracy, Polityki Społecznej i Zatrudnienia w SGPiS/SGH. Został pozbawiony tej funkcji w stanie wojennym.
Był członkiem Polskiej Zjednoczonej Partii Robotniczej, z której wystąpił w grudniu 1981. Następnie był związany z NSZZ „Solidarność”. Działalność naukową łączył z aktywnością społeczną propagując oparcie socjalizmu na samorządzie robotniczym, następnie przeszedł z pozycji marksistowskich na akceptujące różnorodność form własności, a nawet w stronę narodowo-katolicką. Po 1989 występował jako krytyk procesów prywatyzacyjnych, m.in. kwestionował legalność prywatyzacji Huty Warszawa. W latach 90. związał się z „Solidarnością ‘80” i „Sierpniem ‘80”. Był również doradcą partii Przymierze Samoobrona.

## Ważniejsze publikacje
- Strategia suwerennej Polski, Bielsko Biała 1994.
- System społeczno-gospodarczy Jugosławii a samorząd robotniczy, Warszawa 2016.